# Waiting for Sunset
Waiting For Sunset är ett spanskt metalcore/post-hardcore-band, startat år 2007. Idag är medlemmarna bosatta i Granada men bandets grundare kommer från Almería (det var där bandet startade). År 2011 släppte bandet sitt debutalbum, A Reason To Be Found, via det österrikiska skivbolaget Noisehead Records.

## Medlemmar

### Nuvarande medlemmar
- José María "Gotsche" Crespo – scream
- Ignacio Miguel "Nacho" Muñoz Escanella – gitarr
- Jesús Martí – gitarr, sång
- María José Ferrer – basgitarr (2011–)

### Tidigare medlemmar
- Jorge Rodríguez – trummor (2007–2012)
- Jorge "Paxti" Ozcariz – basgitarr (2007–2011)

## Diskografi

### Studioalbum
- 2011 – A Reason To Be Found (Noisehead Records)